# Campeonato Chileno de Futebol de 1954 - Segunda Divisão
O Campeonato Chileno de Futebol de Segunda Divisão de 1954 foi a 3ª edição do campeonato do futebol do Chile, segunda divisão, no formato "Primera B". Em turno e returno os 10 clubes jogam todos contra todos. O Campeão é promovido para o Campeonato Chileno de Futebol de 1955. O último colocado iria para as Associações de Origem de Futebol do Chile - nível local

## Participantes
| Equipe                                                | Cidade     | Região                  | No ano anterior | Estádio                                   | Capacidade | Títulos          | Participações |
| ----------------------------------------------------- | ---------- | ----------------------- | --------------- | ----------------------------------------- | ---------- | ---------------- | ------------- |
| Club de Deportes América de Rancagua                  | Rancagua   | Província de O'Higgins  | Vice Campeão    | Estádio El Teniente                       | 14.550     | 0 (não possui)   | 3             |
| Club O'Higgins Braden                                 | Rancagua   | Província de O'Higgins  | [ 1 ]           | Estádio El Teniente                       | 14.550     | 0 (não possui)   | 1             |
| Santiago National Football Club                       | Santiago   | Província de Santiago   | Sétimo Lugar    | Estádio Santa Laura                       | 22.375     | 1 (Serie B 1935) | 3             |
| Club Deportivo Thomas Bata                            | Peñaflor   | Província de Santiago   | Campeão         | Estádio San Damián                        | -----      | 1 (1953)         | 3             |
| Club Deportivo Trasandino de Los Andes                | Los Andes  | Província de Aconcágua  | Quinto Lugar    | Estádio Regional de Los Andes             | 2.500      | 0 (não possui)   | 3             |
| Club Deportivo San Luis                               | Quillota   | Província de Valparaíso | Sexto Lugar     | Estádio Municipal Lucio Fariña Fernández  | 7.500      | 0 (não possui)   | 2             |
| Club Deportivo Alianza de Curicó                      | Curicó     | Província de Curicó     | Estreante       | Estádio La Granja                         | 8.000      | 0 (não possui)   | 1             |
| La Cruz Football Club                                 | Valparaíso | Província de Valparaíso | Estreante       | Estádio Elías Figueroa Brander            | 23.000     | 0 (não possui)   | 1             |
| Club de Deportes La Calera                            | La Calera  | Província de Valparaíso | Estreante       | Estádio Municipal Nicolás Chahuán Nazar   | 10.000     | 0 (não possui)   | 1             |
| Club de Deportes de la Universidad Técnica del Estado | Santiago   | Província de Santiago   | Sétimo Lugar    | Estádio da Universidad Técnica del Estado | 3.000      | 0 (não possui)   | 1             |

## Campeão
| Campeão Chileno Segunda Divisão 1954                 |
| ---------------------------------------------------- |
| Club O'Higgins Braden (Rancagua) (1º título) Campeão |